# Chloé Paquet

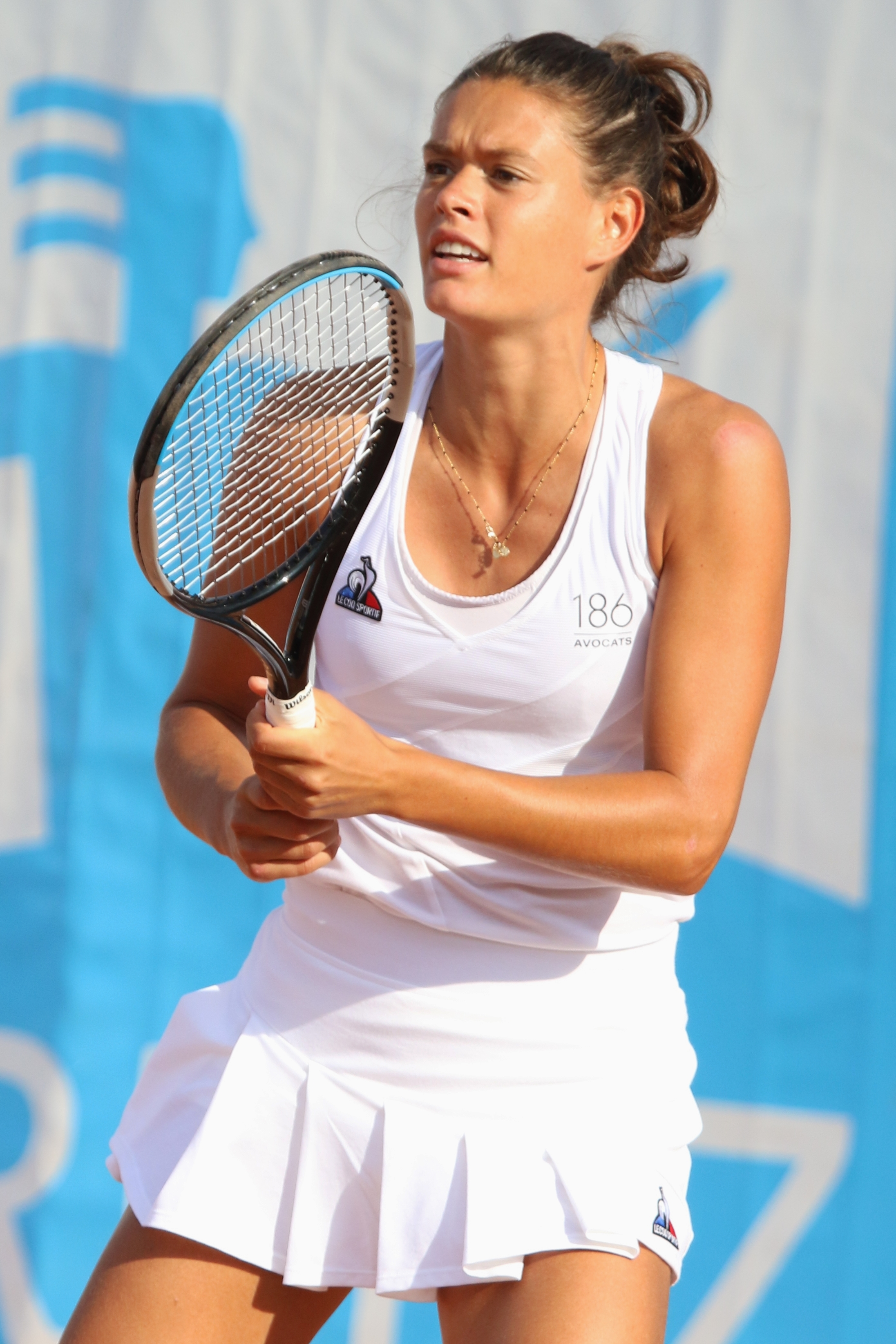
Biarritz 2021

Chloé Paquet (Versailles, 1 juli 1994) is een tennisspeelster uit Frankrijk. Paquet begon op zesjarige leeftijd met tennis. Haar favoriete ondergrond is gravel. Zij speelt rechtshandig en heeft een tweehandige backhand. Zij is actief in het internationale tennis sinds 2010.
Paquet werd gespot door Amélie Mauresmo, die haar adviseert.

## Loopbaan
In 2014 kreeg Paquet, samen met Alix Collombon, een wildcard voor Roland Garros vrouwendubbelspel – hiermee kwam zij voor het eerst op een grandslamtoernooi uit.
Sinds 2017 treedt zij op Roland Garros ook in het enkelspel op. Zij stond in november van dat jaar voor het eerst in een WTA-finale, op het WTA 125-dubbelspeltoernooi van Limoges, geflankeerd door landgenote Pauline Parmentier – zij verloren van het duo Valerija Savinych en Maryna Zanevska.
In 2019 kwam zij voor het eerst binnen op de top 150 van de wereldranglijst, maar daaruit zakte zij al na enkele weken weer weg.
Aan de zijde van landgenote Clara Burel bereikte zij op Roland Garros 2021 de derde ronde. In oktober van dat jaar won zij haar vijfde en zesde ITF-enkelspeltitel – daarmee maakte zij haar rentrée op de top 150.
Paquet stond in december 2023 voor het eerst in een WTA-enkelspelfinale, op het WTA 125-toernooi van Angers – zij verloor van landgenote Clara Burel.
In 2024 kreeg zij een wildcard voor Roland Garros – daar bereikte zij de derde ronde. In juli kwam zij binnen op de mondiale top 100 van het enkelspel.

## Posities op deWTA-ranglijst
Positie per einde seizoen:
| jaar | rang enkelspel | rang dubbelspel |
| ---- | -------------- | --------------- |
| 2011 | 904            | –               |
| 2012 | 739            | –               |
| 2013 | 796            | 734             |
| 2014 | 503            | 560             |
| 2015 | 251            | 656             |
| 2016 | 309            | 495             |
| 2017 | 266            | 324             |
| 2018 | 227            | 457             |
| 2019 | 167            | 946             |
| 2020 | 187            | 571             |
| 2021 | 123            | 286             |
| 2022 | 155            | 986             |
| 2023 | 188            | 982             |

## Resultaten grandslamtoernooien
| Legenda | Legenda                          |
| ------- | -------------------------------- |
| g.t.    | geen toernooi gehouden           |
| l.c.    | lagere categorie                 |
| –       | niet deelgenomen                 |
| G       | uitgeschakeld in de groepsfase   |
| 1R      | uitgeschakeld in de eerste ronde |
| 2R      | uitgeschakeld in de tweede ronde |
| 3R      | uitgeschakeld in de derde ronde  |
| 4R      | uitgeschakeld in de vierde ronde |
| KF      | uitgeschakeld in de kwartfinale  |
| HF      | uitgeschakeld in de halve finale |
| F       | de finale verloren               |
| W       | het toernooi gewonnen            |
| w-v     | winst/verlies-balans             |

### Enkelspel
| toernooi        | 2017 | 2018 | 2019 | 2020 | 2021 | 2022 |    | 2024 |
| --------------- | ---- | ---- | ---- | ---- | ---- | ---- | -- | ---- |
| Australian Open | –    | –    | –    | –    | 1R   | –    | –  |      |
| Roland Garros   | 2R   | 1R   | 1R   | 1R   | 1R   | 1R   | 3R |      |
| Wimbledon       | –    | –    | –    | g.t. | –    | 1R   | –  |      |
| US Open         | –    | –    | –    | –    | –    | –    |    |      |

### Vrouwendubbelspel
| toernooi        | 2014 | 2015 | 2016 | 2017 |    | 2019 | 2020 | 2021 | 2022 | 2023 | 2024 |
| --------------- | ---- | ---- | ---- | ---- | -- | ---- | ---- | ---- | ---- | ---- | ---- |
| Australian Open | –    | –    | –    | –    | –  | –    | –    | –    | –    | –    |      |
| Roland Garros   | 1R   | 1R   | 1R   | 2R   | 1R | 1R   | 3R   | 1R   | 1R   | 1R   |      |
| Wimbledon       | –    | –    | –    | –    | –  | g.t. | –    | 1R   | –    | –    |      |
| US Open         | –    | –    | –    | –    | –  | –    | –    | –    | –    |      |      |

### Gemengd dubbelspel
| Australian Open | –  | –  | –  | –  | –  | –  |
| Roland Garros   | 1R | 2R | 1R | 1R | 1R | 1R |
| Wimbledon       | –  | –  | –  | –  | –  | –  |
| US Open         | –  | –  | –  | –  | –  |    |

## Palmares
| Legenda                 |
| ----------------------- |
| Grandslamtoernooi       |
| Olympische Spelen       |
| Year-End Championships  |
| Premier Mandatory       |
| Premier Five / WTA 1000 |
| Premier / WTA 500       |
| International / WTA 250 |
| Challenger / WTA 125    |

### WTA-finaleplaatsen enkelspel
| nr.              | finale     | toernooi       | ondergrond    | tegenstandster | score         |         |
| ---------------- | ---------- | -------------- | ------------- | -------------- | ------------- | ------- |
| gewonnen finales |            |                |               |                |               |         |
| geen             |            |                |               |                |               |         |
| verloren finales |            |                |               |                |               |         |
| 1.               | 2023-12-10 | WTA Angers     | hardcourt (i) | Clara Burel    | 6-3, 4-6, 2-6 | details |
| 2.               | 2024-05-05 | WTA Saint-Malo | gravel        | Loïs Boisson   | 6-4, 6-7, 3-6 | details |
| 3.               | 2025-05-18 | WTA Parijs     | gravel        | Katie Boulter  | 6-3, 2-6, 3-6 | details |

### WTA-finaleplaatsen vrouwendubbelspel
| nr.              | finale     | toernooi    | ondergrond    | partner            | tegenstandsters                   | score    |         |
| ---------------- | ---------- | ----------- | ------------- | ------------------ | --------------------------------- | -------- | ------- |
| gewonnen finales |            |             |               |                    |                                   |          |         |
| geen             |            |             |               |                    |                                   |          |         |
| verloren finales |            |             |               |                    |                                   |          |         |
| 1.               | 2017-11-12 | WTA Limoges | hardcourt (i) | Pauline Parmentier | Valerija Savinych Maryna Zanevska | 0-6, 2-6 | details |

### Gewonnen ITF-toernooien enkelspel
| nr. | finale     | toernooi           | dotatie  | ondergrond    | tegenstandster in finale | score         |
| --- | ---------- | ------------------ | -------- | ------------- | ------------------------ | ------------- |
| 1.  | 2014-06-14 | Minsk              | $ 10.000 | gravel        | Lidzija Marozava         | 6-2, 6-4      |
| 2.  | 2018-10-20 | Joué-lès-Tours     | $ 25.000 | hardcourt (i) | Myrtille Georges         | 7-6, 6-2      |
| 3.  | 2021-07-04 | Wrocław            | $ 25.000 | gravel        | İpek Öz                  | 4-6, 6-3, 6-3 |
| 4.  | 2021-07-25 | Kiev               | $ 25.000 | gravel        | Fanny Stollár            | 7-6, 3-6, 6-4 |
| 5.  | 2021-10-24 | Netanja            | $ 25.000 | hardcourt     | Matilda Mutavdzic        | 6-3, 6-3      |
| 6.  | 2021-10-31 | Poitiers           | $ 80.000 | hardcourt (i) | Simona Waltert           | 6-4, 6-3      |
| 7.  | 2023-09-03 | Collonge-Bellerive | $ 60.000 | gravel        | Lucrezia Stefanini       | 6-2, 6-1      |